# سانتا ماريا ديل كامبو
بلدية سانتا ماريا ديل كامبو (بالإسبانية: Santa María del Campo)‏, هي إحدى بلديات مقاطعة برغش, التي تقع في منطقة قشتالة وليون, والتي تقع في شمال غرب إسبانيا.
يبلغ عدد سكانها 728 نسمة وفقاً لإحصائية سنة (2002).